# الرامي (إدلب)
الرامي قرية سورية تتبع ناحية إحسم في منطقة أريحا في محافظة إدلب. بلغ عدد سكانها 4983 نسمة في عام 2004 حسب إحصاء المكتب المركزي للإحصاء.